# Граншан-ле-Шато
Гранша́н-ле-Шато́ (фр. Grandchamp-le-Château) — коммуна во Франции, находится в регионе Нижняя Нормандия. Департамент коммуны — Кальвадос. Входит в состав кантона Мезидон-Канон. Округ коммуны — Лизьё.
Код INSEE коммуны — 14313.

## Население
Население коммуны на 2010 год составляло 68 человек.
| 1962 | 1968 | 1975 | 1982 | 1990 | 1999 | 2010 |
| ---- | ---- | ---- | ---- | ---- | ---- | ---- |
| 119  | 108  | 101  | 88   | 79   | 69   | 68   |

## Экономика
В 2010 году среди 48 человек трудоспособного возраста (15—64 лет) 39 были экономически активными, 9 — неактивными (показатель активности — 81,3 %, в 1999 году было 73,3 %). Из 39 активных жителей работали 36 человек (17 мужчин и 19 женщин), безработных было 3 (2 мужчин и 1 женщина). Среди 9 неактивных 2 человека были учениками или студентами, 6 — пенсионерами, 1 был неактивным по другим причинам.